# Історичний архів (Штип)
Історичний архів міста Штип — підрозділ Державного архіву Північної Македонії.

## Історія
Історичний архів був створений у 1956 та працює як підрозділ Державного архіву Північної Македонії (ДАРМ) і знаходиться за адресою: вул. Немає Георгієв 35. З травня 1976 року підрозділ працює в новому приміщенні читальної зали. Територіальне охоплення архіву включає в себе муніципалітети: Штип, Карбинці, Светий Николе, Лозово, Пробищип, Кочани, Чешиново-Облешево, Зрновці, Виниця, Делчево, Македонська-Камениця, Радовиш і Конче.
Підрозділ має 520 фондів та 22 колекції. Найстаріші документи, які зустрічаються у фондах і колекціях, датовано 1895 роком. Інші матеріали створені на початку 20 століття, а велика частина фондів — після 1944 року.